# Monarhia constituțională franceză
Monarhia constituțională (în franceză Monarchie constitutionnelle) a fost o perioadă scurtă a Regatului Franței, prima formă de guvernământ monarhică din istoria Franței bazată pe o constituție propriu-zisă. Ea ocupă puțin peste un an (de la 3 septembrie 1791 la 21 septembrie 1792) din perioada Revoluției Franceze, desfășurată între 1789 și 1799.

## Nașterea monarhiei constituționale
Franța de dinainte de 1789 era o monarhie absolută. Regele deținea atât puterea legislativă, cât și puterea executivă. Exista și o instituție nepermanentă numită Stările Generale, pe care regele o convoca atunci când considera necesar, dacă țara era într-o situație dificilă. În Stările Generale erau reprezentate trei grupuri sociale numite stări: clerul catolic, nobilimea și așa numita „stare a treia”, adică celelalte grupuri sociale, îndeosebi burghezia. În fiecare provincie, fiecare stare își alegea reprezentanții în adunări destinate acestui scop. Stările Generale reunite la nivel de țară aveau un rol consultativ pe lângă rege, și membrii lor puteau prezenta doleanțe din partea alegătorilor lor. Înainte de 1789, Stările Generale s-au reunit ultima oară în 1614.
Revoluția Franceză a început atunci când regele Ludovic al XVI-lea a fost nevoit să convoace Stările Generale din cauza situației de criză în care se afla țara. Ele s-au reunit la 5 mai 1789. Deputații stării a treia, împreună cu câțiva reprezentanți ai nobilimii și ai clerului, au format la 17 iunie 1789 un organism numit de ei Adunare Națională. La 20 iunie, aceștia s-au adunat în sala de jeu de paume⁠(d) din Versailles și au jurat să nu se despartă până ce nu elaborează o constituție a regatului. La 9 iulie 1789, Adunarea Națională și-a schimbat denumirea în Adunare Națională Constituantă.

### Adunarea Națională Constituantă
Deputații acestei adunări erau împărțiți în grupuri cu orientări politice diferite, fără să reprezinte partide propriu-zise, ca cele care vor începe să existe în Franța la începutul secolului al XX-lea. De la locul pe care îl ocupau aceste grupuri față de președintele Adunării provin termenii „dreapta”, „centru” și „stânga”, folosiți și în secolul al XXI-lea pentru a califica în modul cel mai general orientările politice.
Fiecare grup avea personalitățile sale de prim plan care se afirmau ca oratori. La dreapta se situa un grup compus în majoritate din membri ai clerului și din nobili, adepți ai unui despotism luminat, dar care să mențină vechile ierarhii sociale. Era reprezentat de baronul Jacques Antoine Marie de Cazalès⁠(d) și de abatele Jean-Sifrein Maury⁠(d).
Erau numiți monarchiens cei de centru-dreapta, partizani ai unei monarhii de tip englezesc, cu un parlament bicameral, având oratori ca Jean-Joseph Mounier⁠(d) și Pierre-Victor Malouët⁠(d).
În centru-stânga, „constituționalii”, dominați de contele Honoré-Gabriel Riqueti de Mirabeau⁠(d) care îi avea alături, printre alții, pe contele de Talleyrand și pe marchizul de La Fayette, erau pentru un parlament unicameral, temându-se că existența unei camere superioare ar duce la reconstituirea unei aristocrații.
La stânga, „patrioții” îl aveau drept personalite centrală pe Antoine Barnave.
Erau și câțiva deputați de extrema stângă, numiți „democrați”, precum Maximilien de Robespierre și abatele Grégoire⁠(d).
La început, Adunarea nu a fost recunoscută de rege, dar la 15 iulie, a doua zi după căderea Bastiliei, acesta a mers personal la Adunare ca să o anunțe despre retragerea trupelor care trebuiau să pună capăt tulburărilor, și despre intenția sa de a repune în funcție guvernul condus de Jacques Necker, pe care îl revocase mai înainte. În același timp a cerut Adunării să restabilească ea ordinea.
Adunarea a adoptat texte legislative începând cu 4 august 1789, prin decrete privitoare la abolirea privilegiilor feudale, ceea ce însemna sfârșitul Vechiului Regim. A urmat, la 26 august, adoptarea Declarației drepturilor omului și ale cetățeanului, care urma să fie preambulul viitoarei constituții. Primele articole ale constituției au fost votate în septembrie 1789. Conform unui articol adoptat la 11 septembrie, legile votate trebuiau să fie promulgate de rege, care avea totuși un drept de veto, adică de a suspenda intrarea lor în vigoare pe timpul a două legislaturi.
Prin evoluția situației politice în Franța după formarea Adunării Naționale, suveranitatea populară era stabilită. Aceasta era reprezentată de Adunare, care deținea puterea legislativă, separată de puterea executivă, deținută de rege. Rolul acestuia era redus la cel de prim funcționar al națiunii, supus legii. Aceste elemente constituiau germenii viitoarei monarhii constituționale.

### Constituția din 1791
Constituția elaborată de Adunare avea ca principii separarea puterilor (legislativă, executivă și judiciară) și calitatea de cetățean dată de măsura proprietății pe care o deținea. Prevedea adoptarea legilor de către o Adunare Legislativă aleasă prin vot cenzitar. Asigura drept de vot așa numiților „cetățeni activi”, adică bărbaților de cel puțin 25 de ani care plăteau un impozit cel puțin egal cu valoarea a trei zile de lucru. La nivel local, ei urmau să se reunească în adunări primare în care să desemneze electori, câte unul la o sută de cetățeni activi. Electorii trebuiau să aibă un venit funciar egal cu valoarea a 150-200 de zile de lucru. Reuniți în capitalele de departament în adunări electorale, ei urmau să aleagă deputații pentru Adunarea Legislativă formată din 745 de membri. Aceasta nu putea fi dizolvată de rege.
Puterea executivă urma să fie exercitată de un monarh ereditar delegat al națiunii, care purta titlul de „rege al francezilor”, declarat „inviolabil și sacru”. El urma să conducă politica externă și să promulge legile, având drept de veto prin care le putea suspenda aplicarea. Urma să numească și să revoce miniștrii, care erau răspunzători față de el. Aceștia nu puteau fi și membri ai Adunării. Puterea judiciară revenea unor judecători aleși de cetățenii activi.
Conform organizației administrative fixate prin constituție, Franța urma să fie împărțită în 83 de departamente, subîmpărțite în districte, iar acestea în cantoane. Localitățile, atât rurale, cât și urbane, erau numite comune din punct de vedere administrativ. În departamente, puterea executivă urma să fie exercitată de un directorat din opt membri, iar actele normative la nivel de departament urmau să fie votate de un consiliu de 36 membri aleși de adunarea electorală. Regele urma să fie reprezentat de un așa-numit procureur général syndic, de asemenea ales.

## Perioada monarhiei constituționale

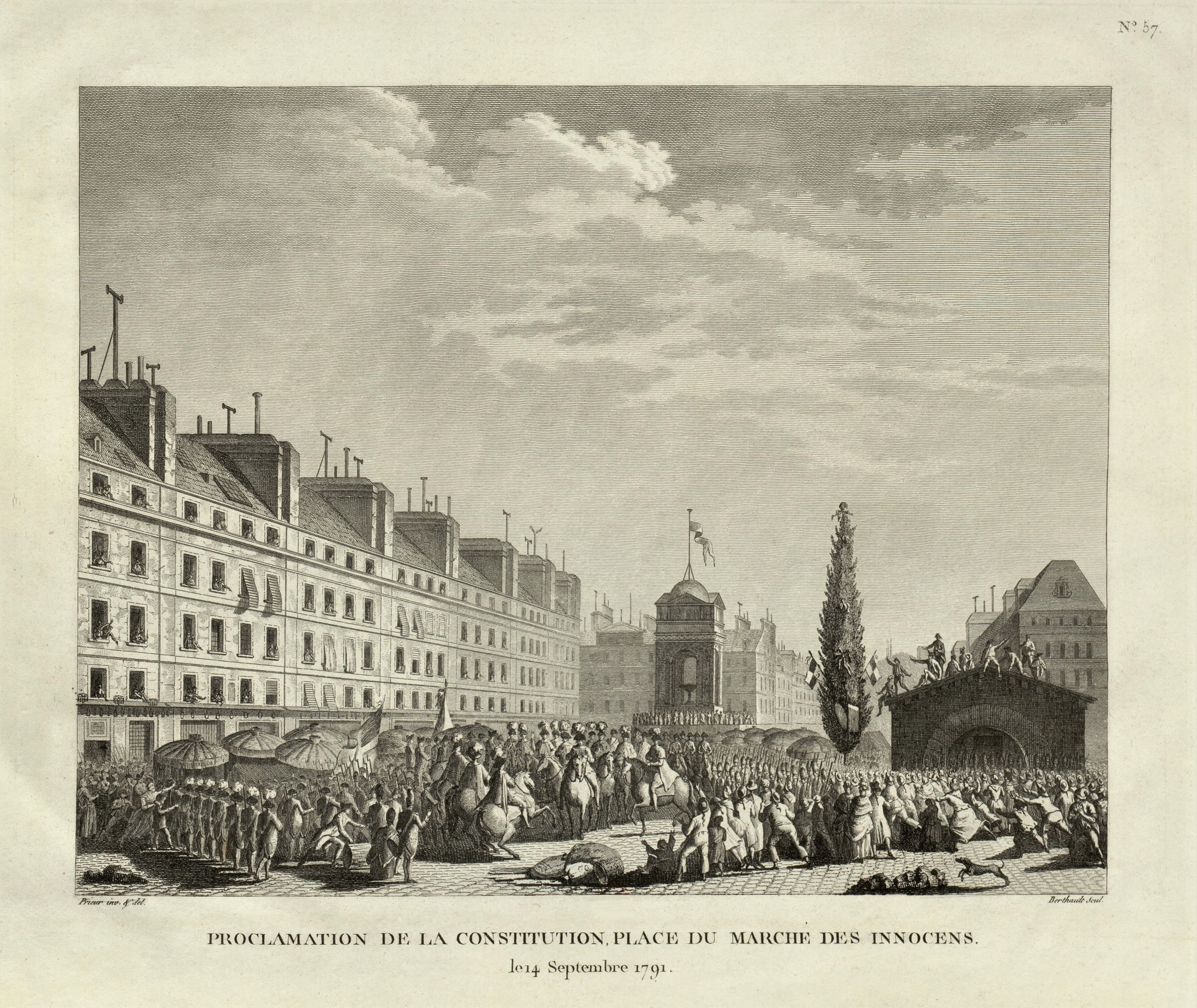
Proclamarea constituției în septembrie 1791

Monarhia constituțională și-a început existența la 3 septembrie 1791, prin terminarea elaborării constituției. La 13 septembrie, ea a fost acceptată de rege, care a jurat a doua zi că va veghea la respectarea ei.

### Viața politică
Alegerile pentru Adunarea Națională Legislativă au început cu puțin înainte de terminarea constituției, la 29 august 1791 și s-au încheiat la 5 septembrie. Adunarea Constituantă s-a dizolvat la 30 septembrie, iar Adunarea Legislativă și-a început activitatea la 1 octombrie.
Constituanta hotărâse ca membrii ei să nu poată fi aleși pentru Legislativă. Noii deputați erau membri ai unor cluburi politice înființate cu puțin timp după începutul revoluției, în clădiri ale unor foste mănăstiri, și au păstrat numele ordinelor călugărești care le avuseseră. Toți deputații erau regaliști, dar erau deja neîncrezători față de Ludovic al XVI-lea de când încercase să fugă din țară și fusese readus de la Varennes-en-Argonne la Paris, la 20-21 iunie 1791. Totuși nu erau de acord asupra atitudinii de adoptat față de el. În această adunare, dreapta, compusă din membrii clubului Feuillants, se pronunțau pentru respectarea strictă a drepturilor regelui. Pentru ei, revoluția era terminată. Cei de stânga, majoritatea din Clubul Iacobinilor, doreau să mai reducă din puterile regelui. Erau reprezentați de jurnalistul Jacques Pierre Brissot⁠(d) și de filozoful Nicolas de Condorcet. Alți deputați de stânga proveneau din departamentul Gironde și se reuneau în salonul ținut de Madame Roland⁠(d). De la numele acestui departament provine cel al grupului numit mai târziu al girondinilor. La extrema stângă se situau democrații convinși care se reuneau în Clubul Cordelierilor. Grupul de centru, numit le Marais sau „constituționalii” nu avea un program precis.

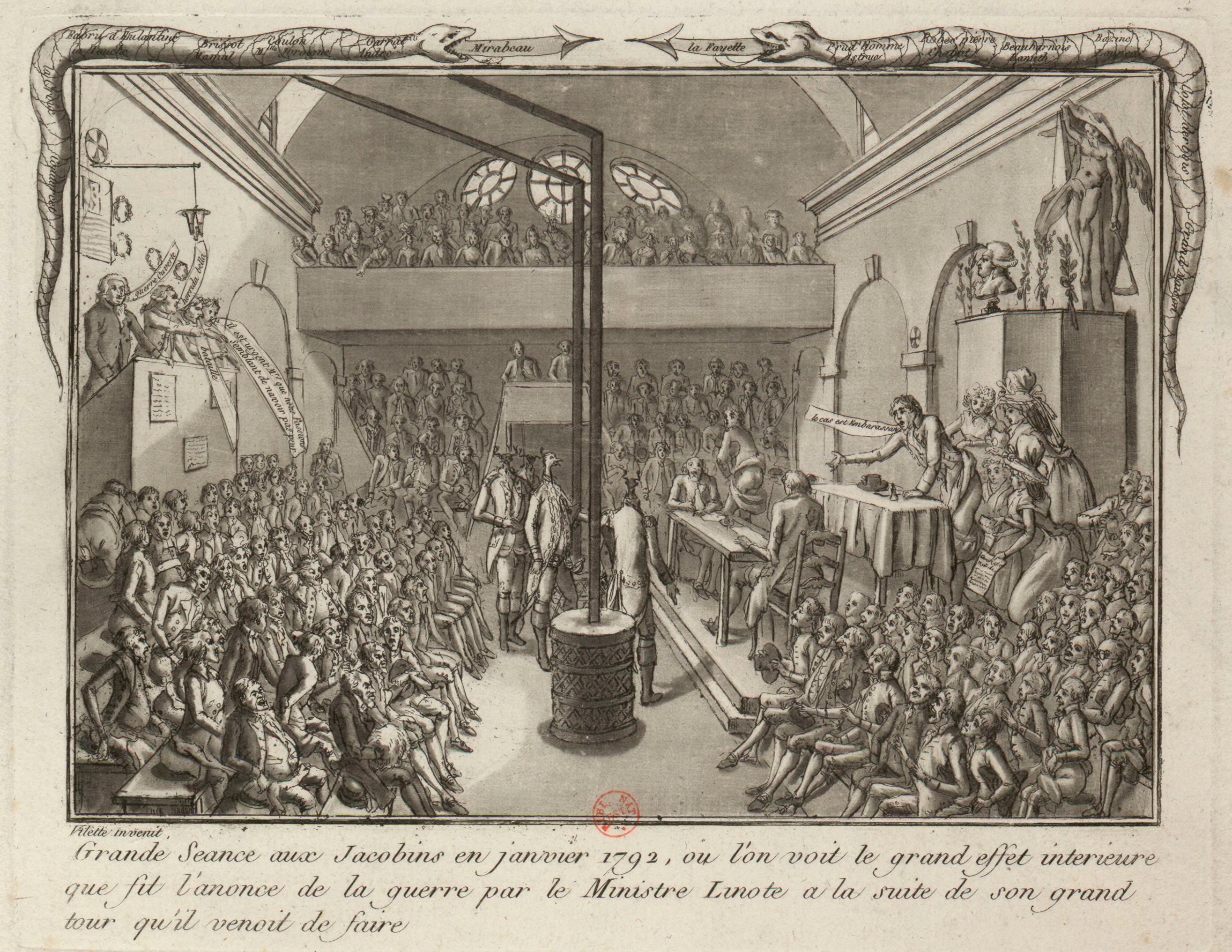
Stampă satirică monarhistă reprezentând o adunare din 1792 a Clubului Iacobinilor

În afara Adunării, viața politică se desfășura și în cluburi. Erau animate de foști deputați din Constituantă. Clubul Iacobinilor, animat de Robespierre, cu 1.200 de membri în 1791, cuprinsese mai înainte majoritatea deputaților de stânga din Constituantă, dar după instalarea Legislativei a primit și literați, avocați, burghezi bogați. Avea peste 2.000 de filiale în Franța, numite „societăți populare”. Acest club era monarhist, dar totodată adept al votului universal. Pe măsură ce, din punctul de vedere al membrilor săi, atitudinea regelui față de regim devenea tot mai suspectă, majoritatea lor a devenit în 1792 adeptă a abolirii monarhiei.
Clubul Feuillants, format din moderați care părăsiseră iacobinii, era dominat de fostul deputat Barnave. A jucat un rol important la începutul Legislativei, dar a fost repede depășit în privința influenței.
Clubul Cordelierilor, fondat de avocatul Georges Jacques Danton sub numele de Societatea Drepturilor Omului și ale Cetățeanului era compus din oameni de condiție mai modestă: mici burghezi, comercianți, meșteșugari și câțiva muncitori. Avea ca membri renumiți pe jurnaliștii Jean-Paul Marat și Camille Desmoulins⁠(d). Era un club opus atât Clubului Feuillants, cât și iacobinilor, fiind adeptul cel mai radical al democrației și afirmându-se din ce în ce mai republican.
Parisul era împărțit din iunie 1790 în 48 de secțiuni revoluționare în locul vechilor cartiere. Adunările lor primare pentru alegeri și comitetele lor care aveau și atribuții polițienești, reprezentau suveranitatea poporului, emițând petiții, adresări și hotărâri.
Ludovic al XVI-lea acceptase constituția împotriva voinței sale și se confrunta cu Adunarea Legislativă. Rămânea în secret opus regimului instaurat de aceasta și acționa pentru a-și restabili puterea. În octombrie-noiembrie 1791 și-a folosit de trei ori dreptul de veto nepromulgând decrete votate de Adunare. Primul a fost adoptat la 31 octombrie, un decret care îl soma pe contele de Provența, viitorul rege Ludovic al XVIII-lea, emigrat, să se întoarcă în țară, căci altfel va fi lipsit de drepturile sale la coroană. Al doilea, votat la 9 noiembrie, ordona tuturor contrarevoluționarilor emigrați să se întoarcă în termen de două luni, în caz de refuz fiind considerați „suspecți de conjurație” și pedepsiți cu confiscarea averilor și moartea. Acest decret era motivat de adunarea la frontiera de pe Rin a unei armate formate din emigrați. Al treilea, adoptat la 29 noiembrie, era un decret contra preoților care refuzaseră să jure pe un text votat de Adunarea Constituantă la 12 iulie 1790, anume Constituția civilă a clerului, prin care trebuiau să devină funcționari ai statului. Aceștia erau amenințați să fie considerați rebeli dacă nu depuneau jurământul în termen de opt zile.

### Evenimente
În perioada monarhiei constituționale, Franța a fost tot atât de agitată ca de la începutul revoluției.
Contrarevoluția era prezentă în mai multe regiuni, în care aveau loc răscoale reprimate de autorități, ca în Sud-Est, în Haute-Provence, în Dauphiné, în Bretagne, în Vendée. Existau confruntări la țară, dar și în orașe ca Arles sau Avignon.
Tulburările erau cauzate și de criza economică și socială. Recolta din 1791 a fost mediocră în unele regiuni și prețurile au crescut în timpul iernii din 1791-1792, culminând primăvara, la fel ca și inflația. O parte din meseriile din Paris și metalurgia din Normandia erau afectate de șomaj. Iarna, la Paris, s-a creat o penurie de zahăr, cafea și săpun, și au izbucnit tulburări, cu jefuirea prăvăliilor în care se stocau acestea pentru a le mări prețul. La țară, în jumătatea de nord a Franței, sătenii porneau în grupuri înarmate, uneori de câteva mii de oameni, ca să impună în târguri un preț maximal al grânelor și al pâinii. În Franța de sud erau incendiate castelele nobililor în regiuni întregi.
La problemele acestea s-a adăugat și războiul. Acesta era dorit din motive diferite de grupuri cu orientări politice opuse în alte privințe. Regina Maria Antoaneta trimitea scrisori la Viena prin care cerea o intervenție militară, făcându-și calculul că ori Franța va fi învinsă și astfel Vechiul Regim va fi restaurat, ori va fi victorioasă și poziția regelui va fi întărită. De altfel, deja la 27 august 1791, împăratul Leopold al II-lea al Sfântului Imperiu Roman, arhiduce de Austria, rege al Boemiei și Ungariei etc., și regele Frederic Wilhelm al II-lea al Prusiei semnaseră o declarație comună în care își exprimau voința de a-și uni forțele pentru a apăra monarhia franceză. La 7 februarie 1792, cei doi suverani au încheiat o alianță împotriva Franței. Mare parte din stânga voia și ea război, ca să consolideze revoluția în interior și să o extindă în exterior, împotriva regilor în general. Brissot credea că războiul îl va face pe Ludovic al XVI-lea să se demaște ca dușman al revoluției și că Franța va fi victorioasă, căci toate popoarele se vor ridica împotriva tiranilor la chemarea ei. În schimb Robespierre era contra unui război, cel puțin pentru moment, știind că Franța nu era pregătită, și cerea ca regimul să se concentreze mai întâi asupra dușmanilor din interior. Se mai temea și, în cazul unei eventuale victorii, de riscul unei dictaturi a celui care va fi comandantul armatei la întoarcerea ei în țară.
Unul din pretextele pentru a intra în război era conflictul cu dieta Sfântului Imperiu, care apăra interesele principilor germani ce aveau posesiuni în Alsacia. Drepturile lor la veniturile de tip feudal fuseseră abolite la 4 august 1789 de către Adunarea Constituantă. Alt pretext era o notă a lui Leopold al II-lea care punea în vedere o intervenție militară dacă Franța îl amenința din nou pe principele elector al Trierului. Pe teritoriul acestuia existaseră adunări de emigrați francezi contrarevoluționari, dar fuseseră dispersate la cererea împăratului. Adunarea Legislativă a adoptat un ultimatum către Austria în momentul în care Leopold al II-lea a murit, la 1 martie 1792, fiind înlocuit de fiul său Francisc al II-lea, mai intransigent față de Franța decât tatăl său. Noul împărat a răspuns la ultimatum cu o notă care soma guvernul francez să restabilească drepturile principilor germani privitoare la veniturile din posesiunile lor din Alsacia și să redea papei Avignonul, anexat de către Franța în septembrie 1791.
În martie, regele i-a înlocuit pe miniștrii pacifiști cu girondini adepți ai războiului. Nota lui Francisc al II-lea a sosit la 15 aprilie, iar la 20 aprilie, la propunerea lui Ludovic al XVI-lea, Adunarea a votat declarația de război „regelui Boemiei și Ungariei”, adresată astfel ca să semnaleze că nu voia să se războiască cu Imperiul.
Războiul a început rău pentru Franța. Nu a putut împiedica alierea Prusiei cu Austria, Anglia a refuzat să se alieze cu Franța, iar armata era dezorganizată și nedisciplinată, lipsindu-i ofițerii, dintre care cei mai mulți emigraseră.

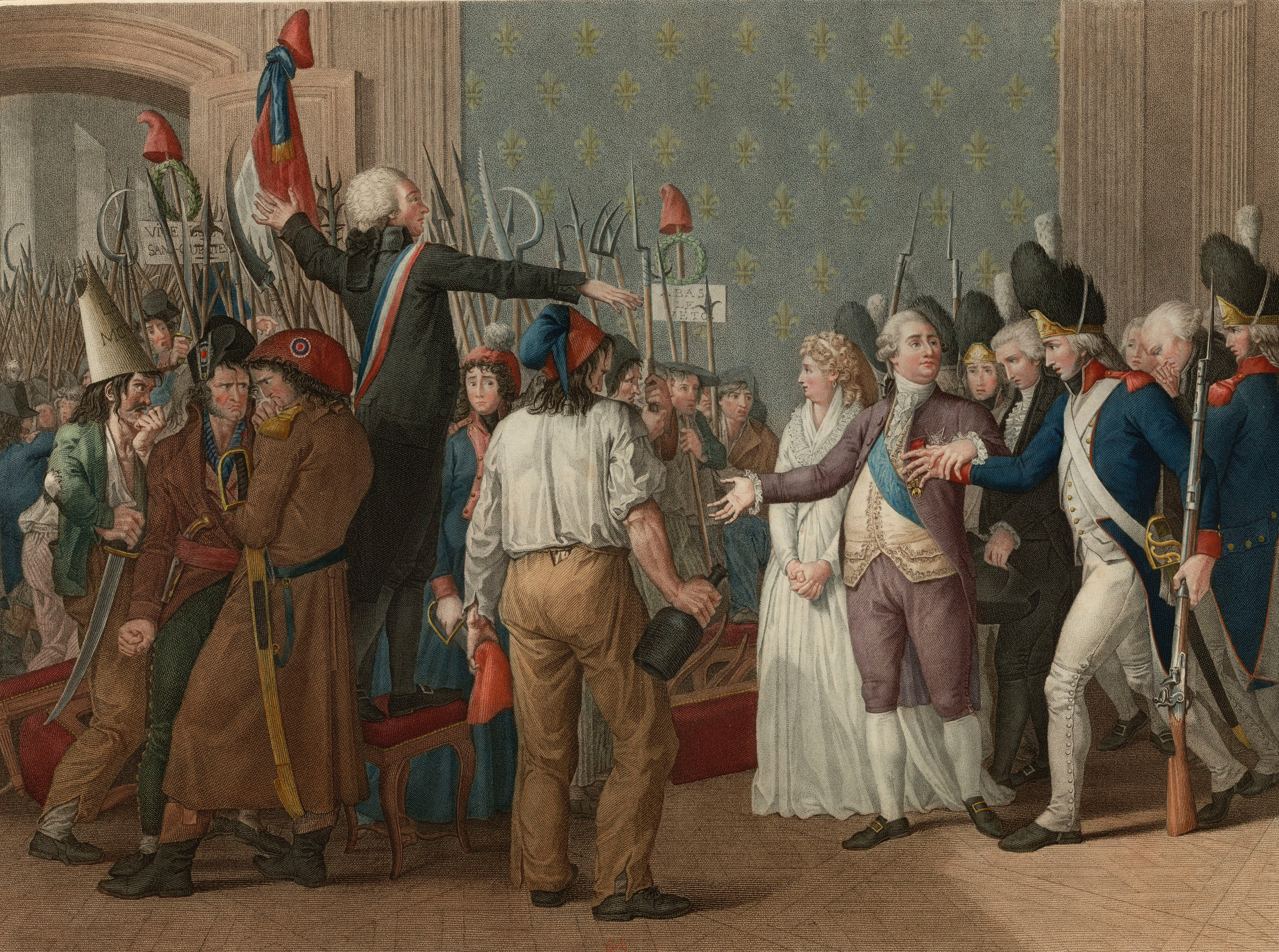
Confruntarea dintre manifestanți și Ludovic al XVI-lea în palatul Tuileries, la 20 iunie 1792

Legislativa a votat trei decrete prin care spera să redreseze situația: la 20 mai privitor la trimiterea gărzii regale la frontieră; la 27 mai referitor la deportarea tuturor preoților care nu juraseră pe Constituția civilă a clerului, acuzați că provoacă tulburări; la 8 iunie despre venirea la Paris a 20.000 de voluntari (federați) care să participe la 14 iulie la sărbătoarea numită a Federației (de unde numele lor de „federați”), și apoi să stabilească o tabără la Soissons. Regele a opus veto ultimelor două decrete, ultimului fiindcă se temea că federații se vor întoarce împotriva lui. La 12 iunie i-a revocat pe miniștrii girondini, judecându-i vinovați de situație, dar Adunarea le-a redat votul de încredere.
La 20 iunie, cluburile revoluționare, cu complicitatea lui Jérôme Pétion de Villeneuve⁠(d), primarul Parisului, au organizat o manifestație. Participanții la ea au pătruns în palatul Tuileries, au defilat timp de câteva ore prin fața regelui încolțit într-o ambrazură de fereastră și insultat, căruia i-au cerut să revină asupra vetoului său, dar regele nu a cedat. În final, seara, Pétion a obținut părăsirea palatului de către manifestanți.

Cucerirea palatului Tuileries la 10 august 1792

Situația se agrava. Prusacii și austriecii comandați de ducele de Braunschweig și armata emigraților erau la frontiera Lorenei. La 11 iulie, Legislativa a proclamat „patria în primejdie”, chemând la arme cât mai mulți voluntari și ordonând rechiziționarea tuturor armelor și munițiilor. Spiritul revoluționar patriotic a cuprins țara. Voluntarii (federații) din provincie se îndreptau spre Paris și se uneau acolo. Atunci s-a auzit pentru prima oară la Paris, de la voluntarii din Marsilia, Cântecul de război al armatei de pe Rin, care va fi numit mai târziu La Marseillaise. La 25 iulie s-a proclamat sesiunea permanentă a secțiunilor din Paris. Acestea erau luate în stăpânire de către cei numiți oficial „cetățeni pasivi”, adică cei care nu îndeplineau condițiile materiale pentru a avea drept de vot. Secțiunile erau sprijinite de federații din provincie. La 30 iulie, secțiunea Théâtre-Français a instituit votul universal.
Atunci când a aflat știrea manifestației din 20 iunie, ducele de Braunschweig a lansat un manifest în care amenința capitala cu „o execuție militară” dacă regele și familia sa ar suferi „și cea mai mică violență, cel mai mic ultragiu”. Manifestul, cunoscut la Paris la începutul lui august a stârnit spiritul revoluționar. 47 secțiuni din cele 48 au cerut detronarea regelui. Cererea a fost transmisă Adunării la 3 august, de către primarul Pétion. Adunarea și-a amânat hotărârea pe 9 august.

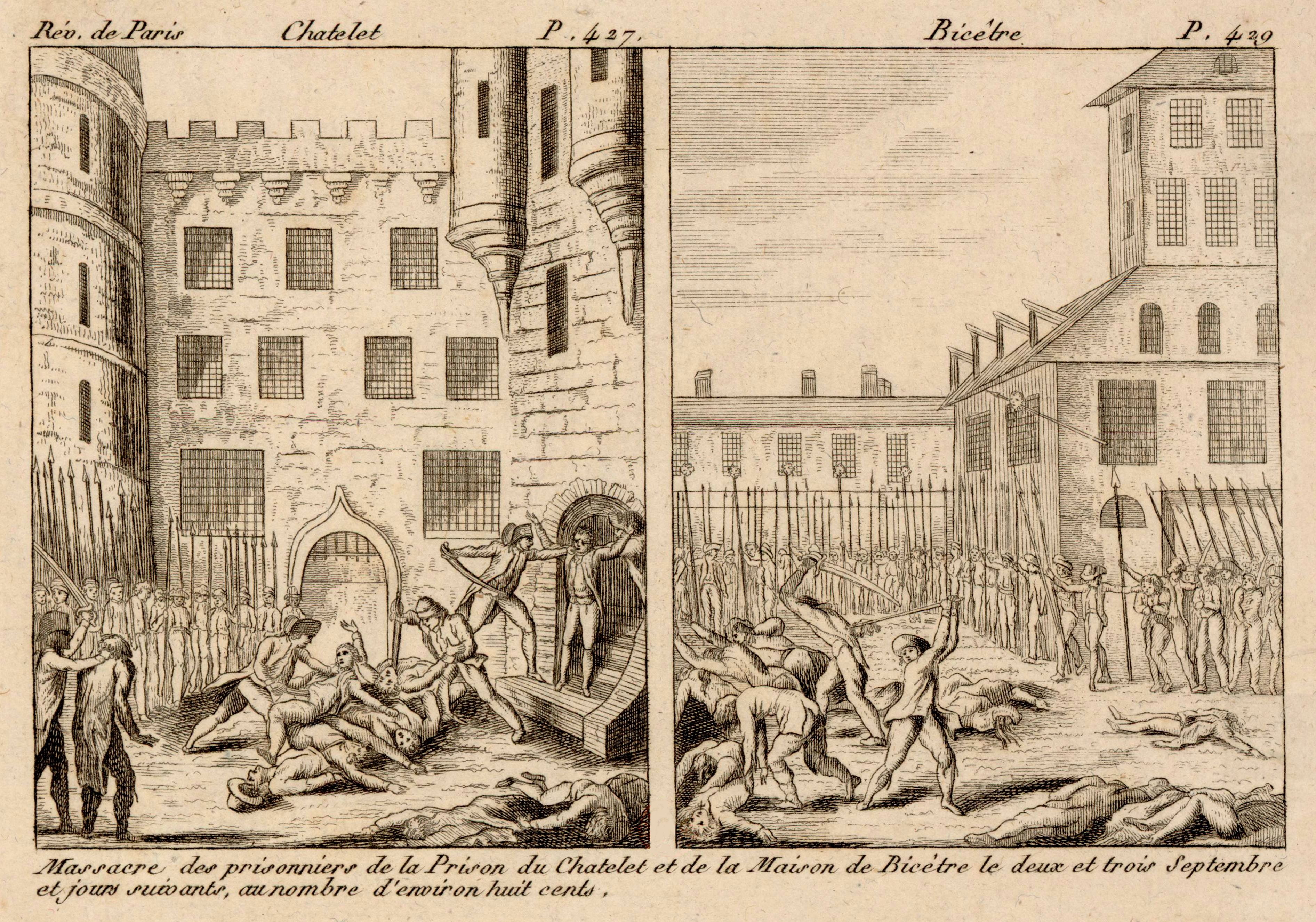
Masacre în septembrie 1792

În noaptea de 9 spre 10 august a izbucnit o insurecție. Sprijinite de cei mai radicali din Clubul Iacobinilor, cu Robespierre, și din Clubul Cordelierilor, cu Danton, secțiunile au trimis comisari la primăria Parisului și au format o Comună insurecțională care s-a substituit consiliului municipal. Aceasta a condus operațiunile insurgenților în ziua de 10 august. O armată formată din federați din Bretagne și din Marsilia, din membri ai gărzii naționale și din muncitori a mers la palatul Tuileries și i-a blocat accesul. Palatul era apărat de două batalioane ale gărzii de elvețieni a regelui (900 de oameni) și de mai mulți nobili. Regele și familia lui s-au refugiat la Adunare. A început o bătălie care a durat până ce regele a ordonat elvețienilor să înceteze focul. Insurgenții au cucerit palatul. Aveau un număr de morți estimat la 400, și mulți elvețieni au fost și ei masacrați. Adunarea îl proteja deocamdată pe rege, dar i-a suspendat puterea și a desemnat un Consiliu executiv provizoriu compus din șase membri, printre care Danton era figura dominantă. Adunarea a hotărât de asemenea că va fi aleasă prin vot universal o convenție națională care va avea de elaborat o nouă constituție. La 13 august, Adunarea l-a predat pe rege Comunei, care la încarcerat.
La Fayette, fidel constituției, era la frontieră comandând o parte din armată. A încercat să pornească spre Paris ca să salveze monarhia, dar soldații săi au refuzat. Adunarea a decretat acuzarea lui și el a dezertat la 19 august. Trupele ducelui de Braunschweig au pătruns în Franța și au ocupat Longwy, la 23 august, apoi Verdun, la 30 august.
Parisul era cuprins de teamă și de ură împotriva presupușilor trădători care ar fi cauzat înfrângerile suferite de armată. Știrea căderii Verdunului a declanșat la 2 septembrie masacrarea multor prizonieri. Masacrele au durat până la 6 septembrie, fiind ațâțate de republicanii cei mai radicali, precum Marat, fără să intervină Consiliul executiv provizoriu ca să le oprească. Au fost uciși între 1.090 și 1.395 de prizonieri: preoți refractari, aristocrați, dar și prizonieri de drept comun, prostituate și chiar bolnavi mintali.

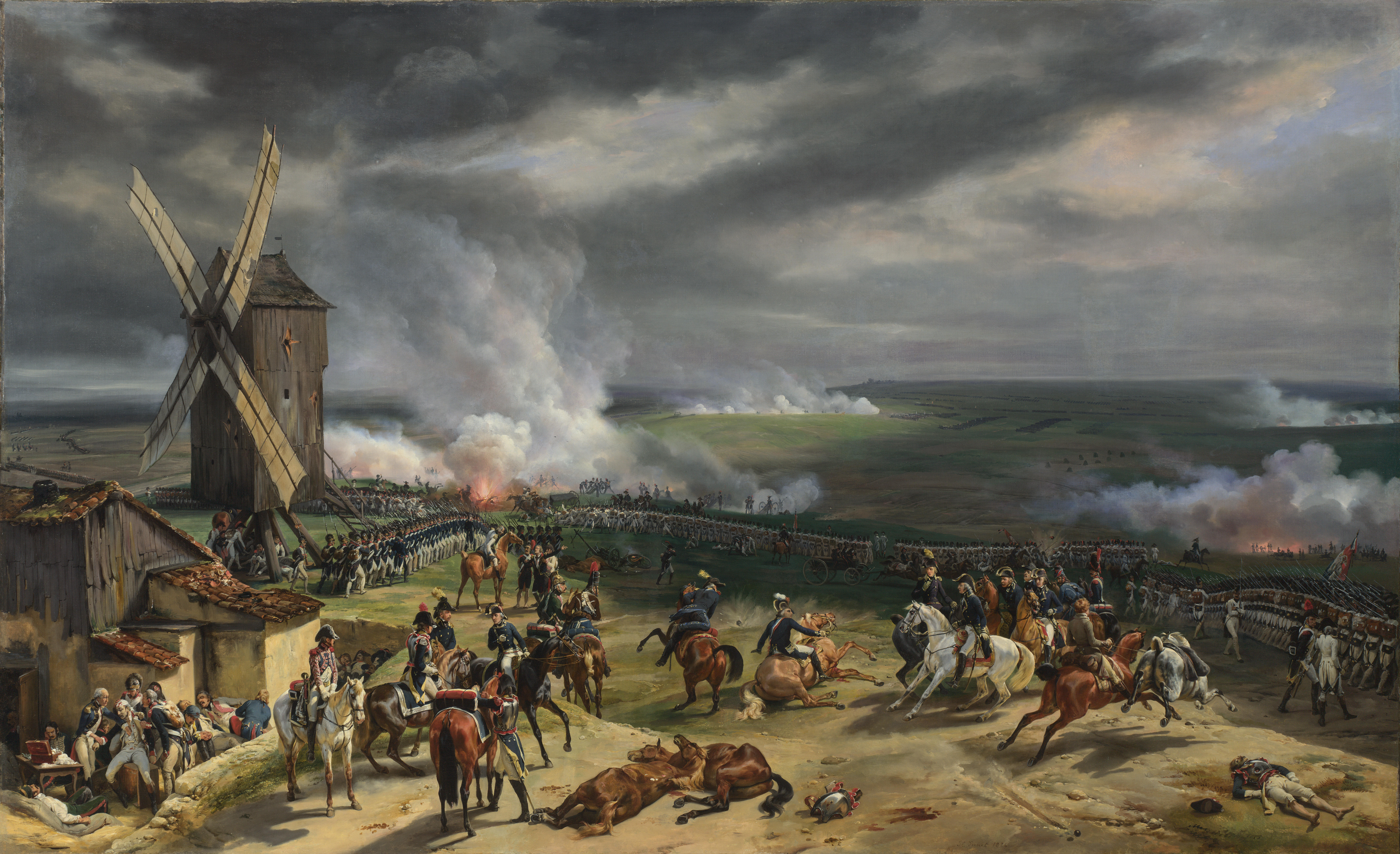
Bătălia de la Valmy din 20 septembrie 1792

Între timp au avut loc alegerile pentru Convenția Națională, în două trepte. Adunările primare s-au reunit la 26 august, iar adunările electorale la 2 septembrie. Alegerile au durat până la 19 septembrie. Nu au fost alegeri corecte: secretul votului nu a fost respectat în mai multe departamente și s-au făcut presiuni asupra alegătorilor moderați, de aceea nu au votat 6.300.000 de alegători din 7.000.000.
La 20 septembrie, trupele franceze întărite cu voluntari entuziaști, comandate de generalii Dumouriez și Kellermann le-au învins la Valmy pe cele austro-prusace, care s-au retras fără să se angajeze cu adevărat în luptă.
În aceeași zi, Adunarea Legislativă s-a reunit pentru ultima oară, decretând posibilitatea divorțului și laicizarea stării civile.
La 21 septembrie, Convenția a luat locul Adunării și a proclamat abolirea monarhiei, astfel Franța devenind republică, deocamdată de facto.